# Атик Цариградски
Атик Цариградски (грч. Αττικός) је хришћански светитељ и био је цариградски патријарх.
Био је патријарх од 406. до 425. године. Родом је био из Савастије у Јерменији. Прво се замонашио, а после постао и презвитер Велике цркве. Увео је празновање Светог Јована Златоустог у Цариграду. Преминуо је 10. октобра 425. године.
Православна црква га слави 8. јануара по јулијанском календару, а 21. јануара по грегоријанском календару.